# Maximilian von Sachsen (1870–1951)

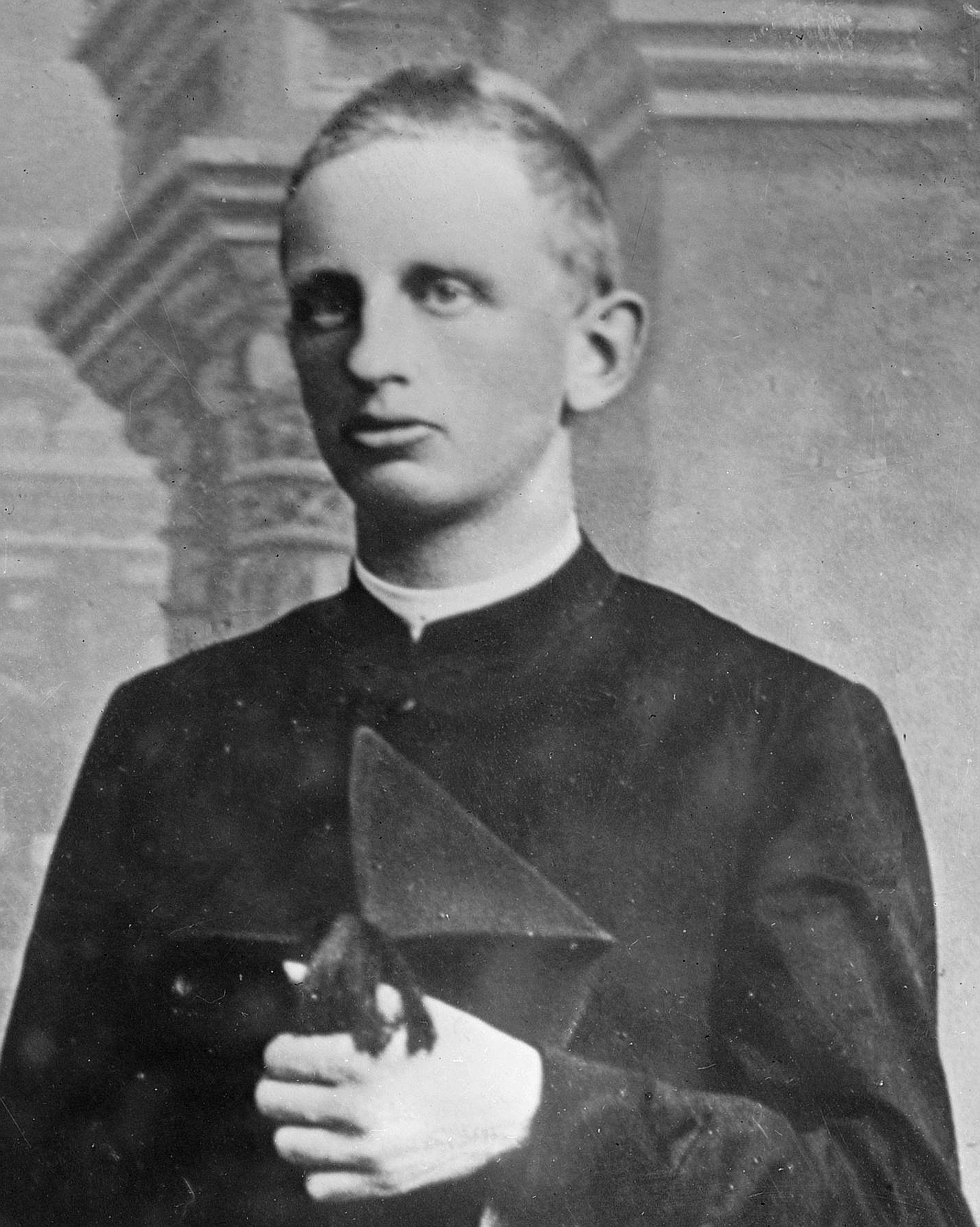
Max von Sachsen um 1910

Max von Sachsen, mit vollem Namen Maximilian Wilhelm August Albert Prinz von Sachsen (* 17. November 1870 in Dresden; † 12. Januar 1951 in Freiburg im Üechtland), war ein sächsischer Prinz, katholischer Geistlicher und Gelehrter (Ostkirchenforscher).

## Leben
Am 17. November 1870 wurde Max von Sachsen in Dresden als dritter Sohn des Prinzen Georg, Herzog zu Sachsen (seit 1902 König von Sachsen), und Maria Anna, geborene Infantin von Portugal (1843–1884), der ältesten Tochter der regierenden Königin von Portugal, Maria da Glória, geboren. Kindheit und Jugend verbrachte er am Königshof in Dresden; dort und zum Teil auch an öffentlichen Schulen erhielt er seine schulische Bildung. Nach dem Abitur (1888) absolvierte er vom April 1888 bis März 1889 den Militärdienst im 2. Grenadierregiment Nr. 101 und wurde 1889 zum Premierlieutenant befördert. Danach studierte er Rechtswissenschaften, Geschichte und Nationalökonomie in Freiburg im Breisgau und Leipzig. 1892 wurde er an der Universität Leipzig summa cum laude zum Doktor beider Rechte promoviert. Anschließend trat er in das 1. Sächsische Ulanenregiment ein, beendete aber kurz darauf seine Militärlaufbahn, um von 1893 bis 1896 Philosophie und Theologie am damaligen Bischöflichen Lyzeum (heute Katholische Universität Eichstätt-Ingolstadt) in Eichstätt/Bayern zu studieren. Während dieses Studiums wohnte er im Bischöflichen Priesterseminar. Am 26. Juli 1896 wurde er in der Schutzengelkirche Eichstätt vom Dresdner Administrator Ludwig Wahl zum Priester geweiht und verzichtete am Tag der Primiz (am 1. August 1896 in Dresden) auf seinen Anspruch auf den sächsischen Königsthron.
Nach kurzen seelsorgerlichen Tätigkeiten in Whitechapel/England und in Eichstätt (Kaplan an St. Walburg) wurde er nach mehrmonatigem Aufenthalt an der Universität Würzburg im Herbst 1898 zum Doktor der Theologie promoviert. 1898 bis 1900 war er Kaplan an der Frauenkirche in Nürnberg, und zwar an der Filiale St. Joseph und am Institut der Englischen Fräulein. Bereits hier zeigte sich ein herausragender Wesenszug: Er lebte bescheiden mitten im Arbeitermilieu; Zuwendungen des sächsischen Königshauses ließ er Armen zukommen. Trotz seines Einsatzes für das einfache Volk wurde er von der Linken wiederholt angegriffen. Auch im Nachwort einer späteren Auflage von Ernst Haeckels Welträtseln stellt dieser im Kontext der Beiträge des Exjesuiten Paul Graf von Hoensbroech und des Evangelischen Bündlers Friedrich Nippold den Bezug zum Altkatholizismus her, der seit den 1870er Jahren für eine Vereinigung mit der Ostkirche eintrat, und geht den Ligouri-Verteidiger wegen dieser kulturfeindlichen Moral scharf an.
1900 wurde Max von Sachsen an die Theologische Fakultät der Universität Freiburg (Schweiz) als außerordentlicher, ab 1908 als ordentlicher Professor des neu geschaffenen Lehrstuhls für Kirchenrecht und Liturgik berufen, den er bis 1911 innehatte. 1902 leistete er dem letzten Freiburger zum Tode Verurteilten Etienne Chatton geistlichen Beistand. Er beschäftigte sich intensiv mit den Riten der Ostkirche und den östlichen Sprachen wie Armenisch und Kirchenslawisch, unternahm diesbezüglich ausgedehnte Forschungsreisen, arbeitete mit an der Patrologia orientalis, und trat schließlich mit einem Aufsatz im November 1910 für die Einheit von Ost- und Westkirche ein, unter unveränderter Aufrechterhaltung ihrer Rechte und ihrer Selbständigkeit. Das wurde sehr kontrovers diskutiert. Noch Ende 1910, mitten im Modernismusstreit, wurde er päpstlich verurteilt und, obwohl er widerrief, der venia für Kirchenrecht entkleidet.
Der Kladderadatsch (25. Dezember 1910) reimt dazu das Gedicht Ein Fluch:
Der Heilige Vater wurde grob
Und nannt’ ihn einen frechen Dachsen.
Er wusch ihm ordentlich den Kopp
Und trat ihm zornig auf die Haxen.
„Da hast du meinen Fluch, o weh,
Für deine niederträchtigen Faxen.
Ich rate dir: zum Teufel geh
Mit deinen Grundsätzen, den laxen!
Du hast es, Elender, gewagt,
Zu schmähen meine hohen Taxen!
Du hast dich ja – Gott sei ’s geklagt –
Zum Modernisten ausgewachsen!“
Do wird vom Papste angehaucht
Der sonst so fromme Prinz von Sachsen.
Ich frage: Hat er das gebraucht?
Es tut mir innig leid um Maxen!
Von 1910 bis 1914 wirkte er während der Semesterferien am Priesterseminar der ukrainisch-katholischen Kirche in Lemberg, einer byzantinischen Kirche, die sich dem Papst in Rom unterstellt hat, aber den griechisch-byzantinischen Ritus beibehält. Dort hielt er Vorlesungen über die liturgischen Riten der Ostkirche. Von 1912 bis 1914 hatte er außerdem eine Lehrstelle für Liturgie am Kölner katholischen Priesterseminar inne.
Im Ersten Weltkrieg war Max von Sachsen als Feld- und Lazarettgeistlicher an der Westfront in Belgien eingesetzt. Unter dem Eindruck des Grauens und der deutschen Kriegsverbrechen an der belgischen Zivilbevölkerung wandelte er sich zum Pazifisten. Unter anderem prangerte er – geachtet des Umstandes, dass das Osmanische Reich mit dem Deutschen Reich verbündet war – den Völkermord an den Armeniern an. Im Juni 1916 schied er aus dem Militärdienst aus und blieb zur Seelsorge und zu Studien in Sachsen, interniert im Alten Jagdschloss in Wermsdorf. Er arbeitete weiterhin für eine Theologie des Friedens; außerdem widmete er sich dem Tierschutz und war selbst Vegetarier, abstinent und Tabakgegner.
Nach Kriegsende und dem Untergang des Königtums hielt er sich in Sibyllenort (Schlesien) auf und ging dann als Seelsorger nach Bayern (St. Bonifaz in München, Schleedorf und Wasserburg am Inn). Ab 1921 lehrte er wieder in Fribourg, und zwar an der philosophischen Fakultät, wo er einen Lehrauftrag für „Orientalische Kulturen und Literaturen“ innehatte. 1923/24 war er Dekan. Durch die – von ihm abgelehnte – Ehrung mit dem Titel eines Päpstlichen Hausprälaten erfolgte de facto die Rücknahme des Vorwurfs, Modernist zu sein, und die kirchliche Rehabilitation.
Frühzeitig warnte Max von Sachsen öffentlich vor dem aufkommenden Nationalsozialismus und dem Antisemitismus. Bis 1937 hielt er in vielen Städten Vorträge zum Frieden, zur Lebensreform, zum Vegetarismus und zum Tierschutz. 1941 emeritiert, war er weiterhin Honorarprofessor der Universität Freiburg (Schweiz). Wegen seines Aussehens und seiner aus Sparsamkeitsgründen schäbigen Kleidung galt er im Alter als eine der markantesten Persönlichkeiten Fribourgs.
Max von Sachsen starb am 12. Januar 1951 nach kurzer Krankheit in einem Fribourger Krankenhaus und wurde auf dem Friedhof der Kanisiusschwestern in Bürglen, deren Hausgeistlicher er war, bestattet. Die Straße die zum Friedhof führt wurde nach ihm benannt.
Prinz Max von Sachsen gehörte dem studentischen Unitas-Verband (UV) und als Ehrenmitglied den katholischen Studentenvereinen KStV Walhalla Würzburg und KStV Carolingia-Fribourg im KV an. 1906 rief er im schweizerischen Freiburg den studentischen Verein Markomannia ins Leben, der 1912 Aufnahme in den UV fand, aber nach dem Weggang seines Stifters bald suspendieren musste.

## Publikationen
- Verteidigung der Moraltheologie des Hl. Alphonsus von Liguori gegen die Angriffe Robert Grassmanns, 1899 und weitere Auflagen
- Praelectiones de liturgiis orientalibus, 2 Bände, 1903/04
- Übersetzungen orientalischer (syrischmaronitisch, chaldäisch, griechisch, armenisch und syrisch-antiochenisch) Messriten ins Lateinische, 1907/08;
- Vorlesungen über die orientalische Kirchenfrage, 1907
- Die orientalische Kirchenfrage, 1906
- Die russische Kirche, 1907
- Max de Saxe: L’office grec du samedi saint, appelé Epitaphios. Librairie de l’Universite, 1907, 152 Seiten
- Das christliche Konstantinopel, 1908
- Pensées sur l’union des Eglises. In: Roma e l’Oriente 1 (1910) 13–29; deutsche Übersetzung: Gedanken des Prinzen Max, Königliche Hoheit, Herzogs von Sachsen, über die Vereinigung der Kirchen. In: [Natalie] Baronin von Uxkull [Uexküll]: Rom und der Orient [1.] Jesuiten und Melchiten. Pormetter 1916, 67–90.
- Des Heiligen Johannes Chrysostomus Homilien über das Evangelium des Hl. Matthäus, 2 Bände, 1910
- Des Heiligen Johannes Chrysostomus Homilien über das erste Buch Mosis, 2 Bände, 1913/14
- Erklärung der Psalmen und Cantica in ihrer liturgischen Verwendung, 1914
- Das christliche Hellas, 1918
- Ratschläge und Mahnungen zum Volks- und Menschheitswohle, 1921
- Nerses von Lampron, Erklärung der Sprichwörter Salomos, 3 Bände, 1919–26
- Nerses von Lampron, Erklärung des Versammlers, 1929
- Der heilige Theodor, Achimandrit von Studion, 1929
- Officium de Pace, 1938
- Curriculum vitae, 1942 (autobiographisches Manuskript)

## Ausstellungen
- 2006 Katholische Universität Eichstätt-Ingolstadt
- 2014 Staats- und Seminarbibliothek Eichstätt „Prinz Max von Sachsen 1870–1951. Königssohn, Feldgeistlicher und Pazifist im Ersten Weltkrieg“
- 2019 Schlossmuseum von Schloss Pillnitz „Seiner Zeit voraus! Prinz Max von Sachsen – Priester und Visionär“[5]

## Vorfahren
| Ahnentafel Maximilian von Sachsen | Ahnentafel Maximilian von Sachsen                                                                | Ahnentafel Maximilian von Sachsen                                                       | Ahnentafel Maximilian von Sachsen                                                                        | Ahnentafel Maximilian von Sachsen                                                 | Ahnentafel Maximilian von Sachsen                                                                 | Ahnentafel Maximilian von Sachsen                                                             | Ahnentafel Maximilian von Sachsen                                                           | Ahnentafel Maximilian von Sachsen                                                           |
| --------------------------------- | ------------------------------------------------------------------------------------------------ | --------------------------------------------------------------------------------------- | --- | --------------------------------------------------------------------------------- | ------------------------------------------------------------------------------------------------- | --------------------------------------------------------------------------------------------- | ------------------------------------------------------------------------------------------- | ------------------------------------------------------------------------------------------- |
| Ururgroßeltern                    | Kurfürst Friedrich Christian von Sachsen (1722–1763) ⚭ 1747 Maria Antonia von Bayern (1724–1780) | Herzog Ferdinand von Bourbon (1751–1802) ⚭ 1769 Maria Amalia von Österreich (1746–1804) | Friedrich Michael von Pfalz-Birkenfeld (1724–1767) ⚭ 1746 Maria Franziska von Pfalz-Sulzbach (1724–1794) | Karl Ludwig von Baden (1755–1801) ⚭ 1774 Amalie von Hessen-Darmstadt (1754–1832)  | Herzog Franz von Sachsen-Coburg-Saalfeld (1750–1806) ⚭ 1777 Auguste Reuß zu Ebersdorf (1757–1831) | Ferenc József Koháry (1767–1826) ⚭ 1792 Maria Antonia von Waldstein zu Wartenberg (1771–1854) | König Johann VI. (1767–1826) ⚭ 1785 Charlotte Joachime von Spanien (1775–1830)              | Kaiser Franz II. (1768–1835) ⚭ 1790 Maria Theresia von Neapel-Sizilien (1772–1807)          |
| Urgroßeltern                      | Maximilian von Sachsen (1759–1838) ⚭ 1792 Caroline von Bourbon-Parma (1770–1804)                 | Maximilian von Sachsen (1759–1838) ⚭ 1792 Caroline von Bourbon-Parma (1770–1804)        | König Maximilian I. Joseph (1756–1825) ⚭ 1797 Karoline von Baden (1776–1841)                             | König Maximilian I. Joseph (1756–1825) ⚭ 1797 Karoline von Baden (1776–1841)      | Ferdinand von Sachsen-Coburg-Saalfeld (1785–1851) ⚭ 1815 Maria von Koháry (1797–1862)             | Ferdinand von Sachsen-Coburg-Saalfeld (1785–1851) ⚭ 1815 Maria von Koháry (1797–1862)         | König Peter IV. von Portugal (1798–1834) ⚭ 1817 Maria Leopoldine von Österreich (1797–1826) | König Peter IV. von Portugal (1798–1834) ⚭ 1817 Maria Leopoldine von Österreich (1797–1826) |
| Großeltern                        | König Johann von Sachsen (1801–1873) ⚭ 1822 Amalie Auguste von Bayern (1801–1877)                | König Johann von Sachsen (1801–1873) ⚭ 1822 Amalie Auguste von Bayern (1801–1877)       | König Johann von Sachsen (1801–1873) ⚭ 1822 Amalie Auguste von Bayern (1801–1877)                        | König Johann von Sachsen (1801–1873) ⚭ 1822 Amalie Auguste von Bayern (1801–1877) | König Ferdinand II. von Portugal (1816–1885) ⚭ 1836 Maria II. von Portugal (1819–1853)            | König Ferdinand II. von Portugal (1816–1885) ⚭ 1836 Maria II. von Portugal (1819–1853)        | König Ferdinand II. von Portugal (1816–1885) ⚭ 1836 Maria II. von Portugal (1819–1853)      | König Ferdinand II. von Portugal (1816–1885) ⚭ 1836 Maria II. von Portugal (1819–1853)      |
| Eltern                            | König Georg von Sachsen (1832–1904) ⚭ 1859 Maria Anna von Portugal (1843–1884)                   | König Georg von Sachsen (1832–1904) ⚭ 1859 Maria Anna von Portugal (1843–1884)          | König Georg von Sachsen (1832–1904) ⚭ 1859 Maria Anna von Portugal (1843–1884)                           | König Georg von Sachsen (1832–1904) ⚭ 1859 Maria Anna von Portugal (1843–1884)    | König Georg von Sachsen (1832–1904) ⚭ 1859 Maria Anna von Portugal (1843–1884)                    | König Georg von Sachsen (1832–1904) ⚭ 1859 Maria Anna von Portugal (1843–1884)                | König Georg von Sachsen (1832–1904) ⚭ 1859 Maria Anna von Portugal (1843–1884)              | König Georg von Sachsen (1832–1904) ⚭ 1859 Maria Anna von Portugal (1843–1884)              |
| Maximilian von Sachsen            |                                                                                                  |                                                                                         | |                                                                                   |                                                                                                   |                                                                                               |                                                                                             |                                                                                             |